# Teppe Hasanlu
Teppe Hasanlu o Tappeh Hassanlu (in persiano تپه حسنلو‎) è un sito archeologico di un'antica città situata nel nord-ovest dell'Iran (nella provincia dell'Azerbaigian Occidentale), a breve distanza a sud del Lago di Urmia. La natura della sua distruzione, alla fine del IX secolo a.C., essenzialmente congelò uno strato della città nel tempo, fornendo ai ricercatori edifici, manufatti e resti scheletrici estremamente ben conservati delle vittime e dei combattenti nemici attaccanti.
Hasanlu Tepe è il sito più grande della valle del fiume Gadar e domina la piccola pianura conosciuta come Solduz. Il sito è costituito da un tumulo centrale "cittadella" alto 25 m, con massicce fortificazioni e strade lastricate, circondato da una bassa città esterna, 8 metri sopra la pianura circostante. L'intero sito, un tempo molto più grande ma ridotto di dimensioni dalle attività agricole ed edilizie locali, misura oggi circa 600 metri di diametro, con la cittadella che ha un diametro di circa 200 metri.
Il sito fu abitato quasi ininterrottamente dal VI millennio a.C. al III secolo. È famoso per la ciotola d'oro di Hasanlu e per i resti umani noti come gli amanti di Hasanlu.  Da giugno 2018 l'Organizzazione per i beni culturali, artigianali e turistici ha proposto che l'intero sito archeologico sia dichiarato patrimonio dell'umanità dell'UNESCO.

## Nome ed etimologia
Il sito prende il nome dal vicino villaggio di Ḩasanlū (in persiano حسنلو‎). Tepe (in persiano تپ‎, Teppe anche romanizzato, Tappeh,) è la parola persiana per collina, presa in prestito dall'antico turco topu.

## Archeologia
Dopo alcuni scavi privati, il sito fu scavato per la prima volta da Aurel Stein nel 1936. È stato poi scavato nuovamente in 10 successive campagne, tra il 1956 e il 1974, da una squadra del Museo di archeologia e antropologia dell'Università della Pennsylvania e del Metropolitan Museum. Il progetto è stato diretto da Robert H. Dyson Jr. ed è considerato oggi un importante campo di addestramento per una generazione di archeologi di grande successo del Vicino Oriente.

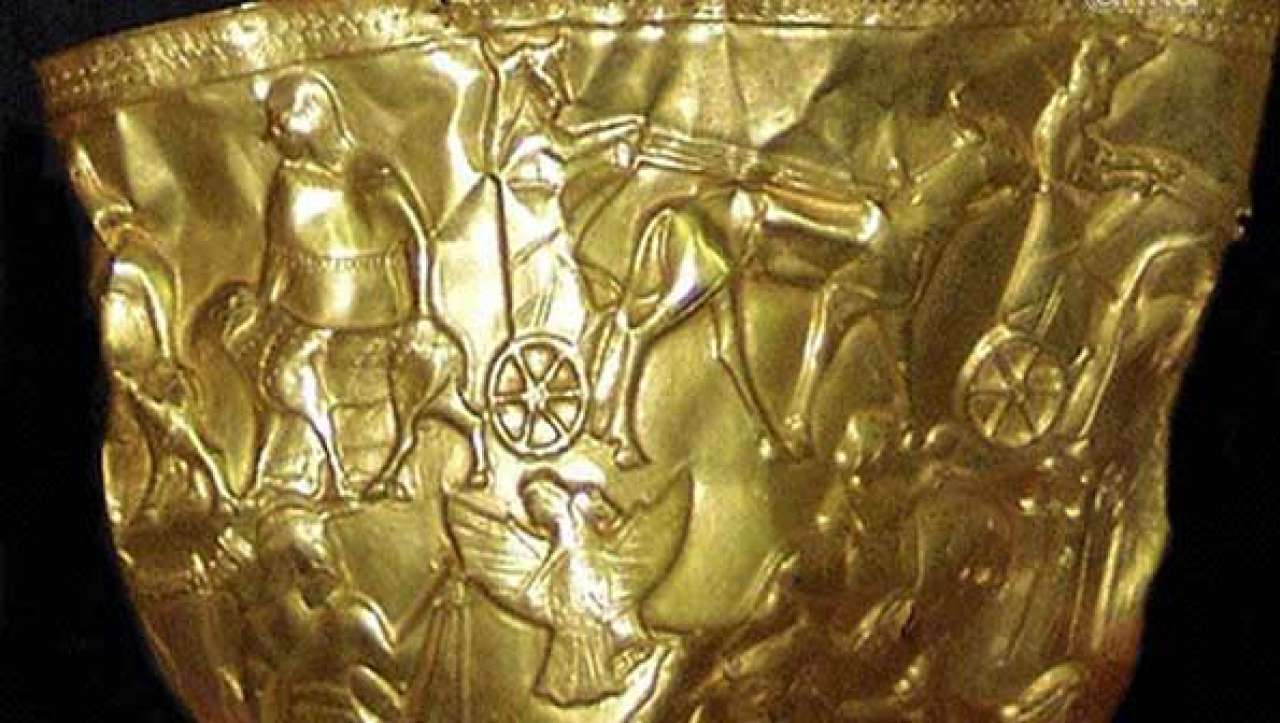
La ciotola d'oro di Hasanlu

Originariamente, gli scavi nella valle di Ushnu-Solduz avevano lo scopo di esplorare una serie di livelli di occupazione, stratificati nell'area, con l'obiettivo di ricostruire una storia culturale regionale dal Neolitico fino alla conquista della Persia da parte di Alessandro Magno a partire dal 334 a.C., in modo tale che qualsiasi conclusione si sarebbe basata esclusivamente su prove materiali provenienti dalla regione stessa, indipendentemente da prove linguistiche o letterarie provenienti da regioni limitrofe. L'inaspettata scoperta della famosa "Coppa d'oro" a Hasanlu, nel 1958, ha portato il progetto a spostare la sua attenzione sui livelli dell'età del ferro, sebbene anche molti altri siti nella regione siano stati scavati per rimanere in linea con il più ampio progetto. Questi altri scavi sono stati condotti a Dinkha Tepe, Dalma Tepe, Hajji Firuz Tepe, Agrab Tepe, Pisdeli e Seh Girdan.
Il progetto Hasanlu Publications è stato avviato nel 2007 per produrre i rapporti finali ufficiali di lunghezza monografica sullo scavo. Attualmente sono stati completati due Rapporti di scavo e diversi volumi di studi speciali.

### Dalma Tepe
Dalma Tepe è un piccolo tumulo situato a circa 5 km a sud-ovest di Ḥasanlū Tepe, vicino al moderno villaggio di Dalma. Ha un diametro di circa 50 metri. Fu scavato da Charles Burney e T. Cuyler Young Jr., nel 1958-1961. Sono state trovate grandi quantità di ceramiche fatte a mano, denominate  "Dalma comune", Dalma inciso" e "Dalma dipinto". Il "Dalma dipinto" è decorato con grandi motivi di triangoli in tonalità profonde sul rosso. Sono stati trovati anche oggetti conici in argilla.
La ceramica di Dalma rappresenta il periodo IX a Ḥasanlū Tepe ed è datata intorno al 5000-4500 a.C. Sono stati identificati collegamenti con il livello XVI a Tepe Gawra, che, nel nord dell'Iraq, rappresenta il periodo Ubaid 3. Ceramiche simili sono state trovate a Seh Gābī e Godin Tepe, attribuite al Periodo X. Kul Tepe Jolfa è un altro sito correlato dello stesso periodo. Si trova a nord del Lago di Urmia.

## Storia
Gli scavi originariamente divisero la storia di occupazione del sito in dieci periodi in base alla natura dei materiali rinvenuti nei diversi strati: il più antico, periodo X, risale al Neolitico, dopo di che vi fu un'occupazione abbastanza continua fino alla prima età del ferro (ca. 1250-330 a.C.), seguito da una pausa prima della successiva rioccupazione; l'occupazione finì infine nel periodo medievale dell'Iran (periodo Hasanlu I).

### Età del bronzo medio
A partire dal periodo del Bronzo Medio III o Hasanlu VI (1600–1450 a.C.), ci furono importanti cambiamenti nella cultura materiale. Questo è meglio attestato nel sito di Dinkha Tepe, ma è presente anche ad Hasanlu. Il cambiamento più evidente fu il rapido abbandono dei vecchi stili di ceramica, in particolare la ceramica Khabur dipinta, e l'accresciuta importanza della produzione di ceramica monocroma non dipinta che veniva spesso lucidata o brunita. Questi oggetti sono conosciuti come ceramica brunita monocromatica; tuttavia si presentano in una vasta gamma di colori e quindi si tratta di un termine improprio.

### Tarda età del bronzo
Nella tarda età del bronzo o periodo Hasanlu V, la ceramica brunita monocromatica arrivò a dominare gli assemblaggi di ceramica delle valli Ushnu e Solduz del bacino meridionale del lago Urmia. Alcuni studiosi collegano i cambiamenti nelle forme della ceramica al contatto culturale con l'Assiria, essendo questo un periodo di espansione per il regno medio assiro, quando re come Adad-nirari I (1295-1264 a.C.), Salmaneser I (1263-1234 a.C.) e Tukulti-Ninurta I (1233-1197 a.C.) stavano conducendo campagne sui monti Zagros a sud. Durante questo periodo, ci fu occupazione sul tumulo alto e su quello basso di Hasanlu documentata da tombe a Dinkha Tepe e Hasanlu.

### Età del ferro
Intorno al 1250 a.C., ci furono alcuni cambiamenti nella cultura materiale ad Hasanlu e nelle tombe scavate a Dinkha. Questo segnò l'inizio del periodo del Ferro I, precedentemente identificato con Hasanlu V ma ora corrispondente a Hasanlu IV c. Mentre questo periodo è designato come Ferro I, qui non c'era praticamente uso del ferro. Il tumulo alto di Hasanlu fu quasi certamente fortificato durante questo periodo, e nella cittadella si trovavano una porta interna, grandi strutture residenziali e forse un tempio. Fu occupato anche il tumulo basso; la migliore testimonianza di ciò proviene da una casa scavata nel 1957, nel 1959 detta la "Casa dell'Artigianato". Questa struttura deve il suo nome al fatto che vi sono state trovate prove della lavorazione dei metalli, principalmente la fusione di oggetti in rame/bronzo.
Alla fine di Hasanlu IVc/Ferro I, Hasanlu fu distrutta da un incendio. La prova di questa distruzione è stata scoperta sul tumulo alto e basso. Questa distruzione risale all'800 a.C. circa e segna l'inizio del periodo del Ferro II. Sebbene la distruzione sia stata estesa, sembra che gli occupanti dell'insediamento abbiano ricostruito rapidamente la cittadella e gli edifici della città bassa, abbattendo i muri di mattoni di fango delle strutture bruciate, ai loro basamenti di pietra, ed erigendo nuovi muri di mattoni. Gli edifici dell'insediamento del Ferro II erano basati sui loro precursori del Ferro I, ma erano anche più grandi e più elaborati nella loro disposizione e ornamenti. L'esempio principale di ciò sono le sale monumentali con colonne della cittadella.
La continua presenza in quantità significative di beni o copie assire, accanto a oggetti di manifattura locale, attesta il continuo contatto culturale con l'Assiria in quel periodo; il ferro appare per la prima volta fuso ad Hansanlu più o meno nello stesso periodo in cui l'Assiria prese il controllo del commercio dei metalli in Asia Minore. Mentre l'impero neo-assiro stava iniziando un periodo di rinnovato potere e influenza nel IX secolo a.C., è anche in questo periodo che l'esistenza del regno di Urartu, incentrato sul lago di Van, è attestata per la prima volta negli annali neo-assiri e letteratura correlata. Quando ne sentiamo parlare, è già uno stato completamente sviluppato, le circostanze che accompagnano la sua ascesa nel II millennio a.C. sono oscure. L'espansione di Urartu durante questo periodo portò l'area a sud del Lago di Urmia sotto la sua influenza, anche se reperti materiali ad Hasanlu suggeriscono che la città potrebbe essere rimasta indipendente. Tuttavia, Hasanlu fu catastroficamente distrutta.
Sappiamo molto sul Ferro II/Hasanlu IVb a causa del violento saccheggio e incendio intorno all'800 a.C., probabilmente ad opera degli Urartiani. Oltre 150 vittime umane sono state trovate dove erano state uccise. Alcune erano state mutilate e la distribuzione di altri corpi e le ferite che ricevettero suggeriscono esecuzioni di massa. Tra i resti bruciati dell'insediamento gli scavatori hanno trovato migliaia di oggetti. Hasanlu IVb è una vera e propria Pompei della prima età del ferro nel Vicino Oriente. Alcuni hanno suggerito che la cultura del Ferro II di Hasanlu, che ha stretti legami con la Mesopotamia e la Siria settentrionale, indica che l'insediamento era passato sotto il controllo di una potenza straniera, aveva subito un afflusso di nuovi occupanti, o forse aveva apportato modifiche interne al suo sistema politico.
L'insediamento di Ferro II era fortificato e forse vi si accedeva tramite un sistema stradale fortificato situato sul lato sud-ovest del tumulo alto, anche se questa interpretazione dei resti archeologici dell'area è stata oggetto di crescente attenzione in analisi più recenti. Due aree della cittadella sono state indagate dal Progetto Hasanlu. Ad ovest sono stati indagati gli edifici che servivano a controllare l'accesso alla cittadella, un possibile arsenale (edificio bruciato VII) e una grande struttura residenziale (edificio bruciato III). A sud di questo c'erano l' Edificio bruciato BBI e BB I est. Questi edifici costituivano una porta fortificata nell'area della Corte inferiore. BBI era anche una residenza d'élite. Fu in questo edificio, nel 1958, che fu scoperta la famosa Coppa d'oro di Hasanlu. Gli edifici della Corte inferiore (BBII, BBIV, BBBIV est e BBV) erano disposti intorno a una corte lastricata in pietra. L' edificio bruciato II probabilmente fungeva da tempio e rifugio, ed è stato in questo edificio che gli scavatori hanno trovato oltre 70 donne e bambini massacrati e solo pochi uomini adulti tra le vittime.
Dopo la distruzione di Hasanlu, il tumulo alto fu utilizzato come sito per una fortezza urartea. Un muro di fortificazione, con torri a intervalli regolari, fu costruito attorno ai bordi del tumulo alto. Hasanlu fu occupata in modo abbastanza continuo durante il Periodo IIIa (periodo achemenide) e il periodo II (periodo seleuco-partico).

## Galleria d'immagini

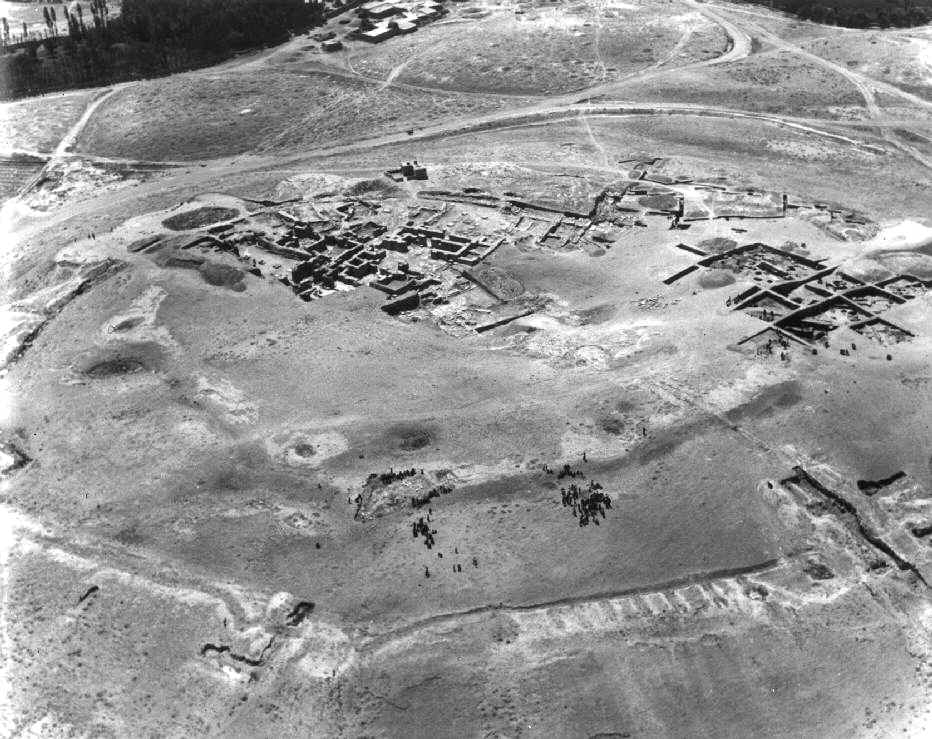
Panoramica
Parte del sito
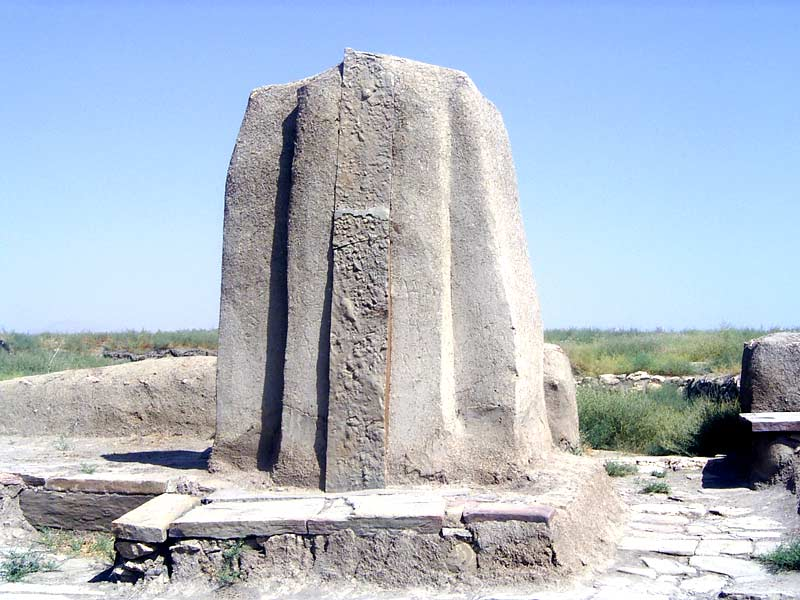
Monolito
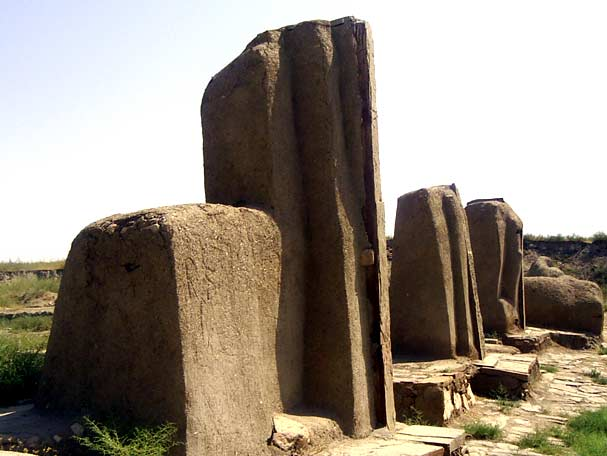
Strutture
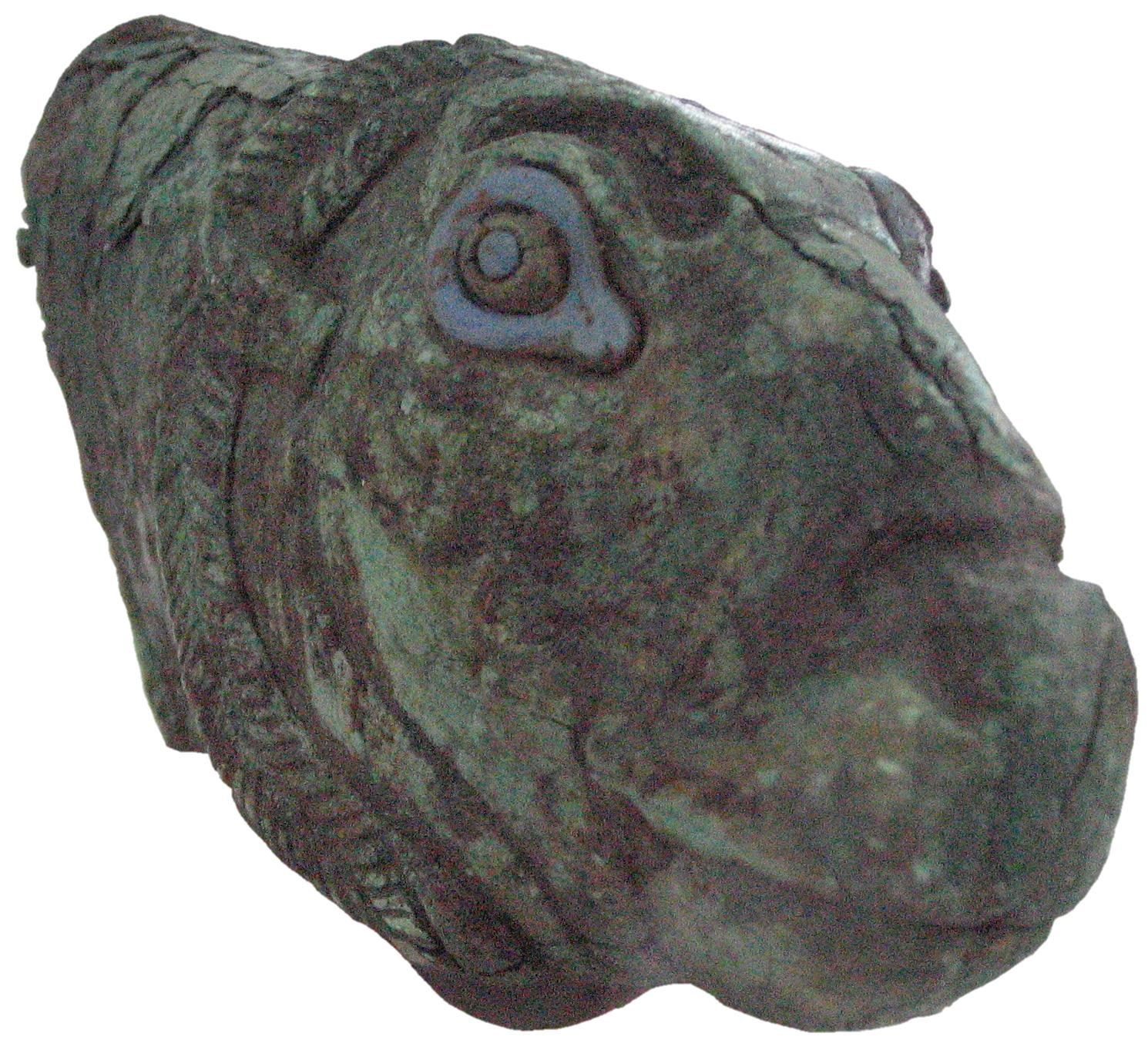
Coppa in bronzo, Hasanlu, I millennio a.C. Museo nazionale dell'Iran
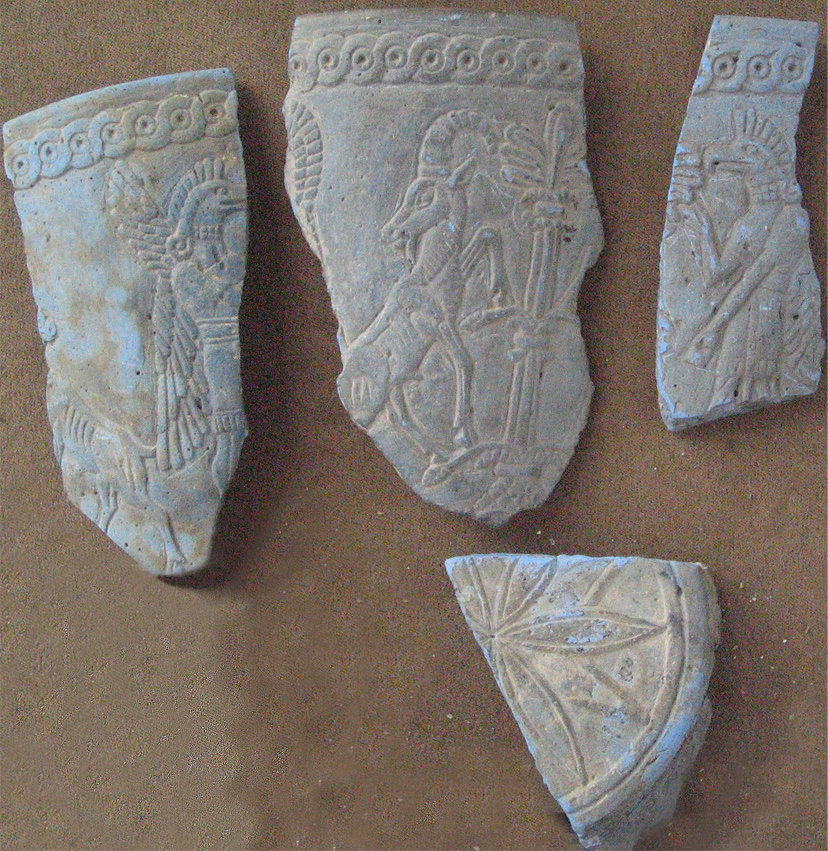
Egyptian blue, Hasanlu, I millennio a.C. Museo nazionale dell'Iran
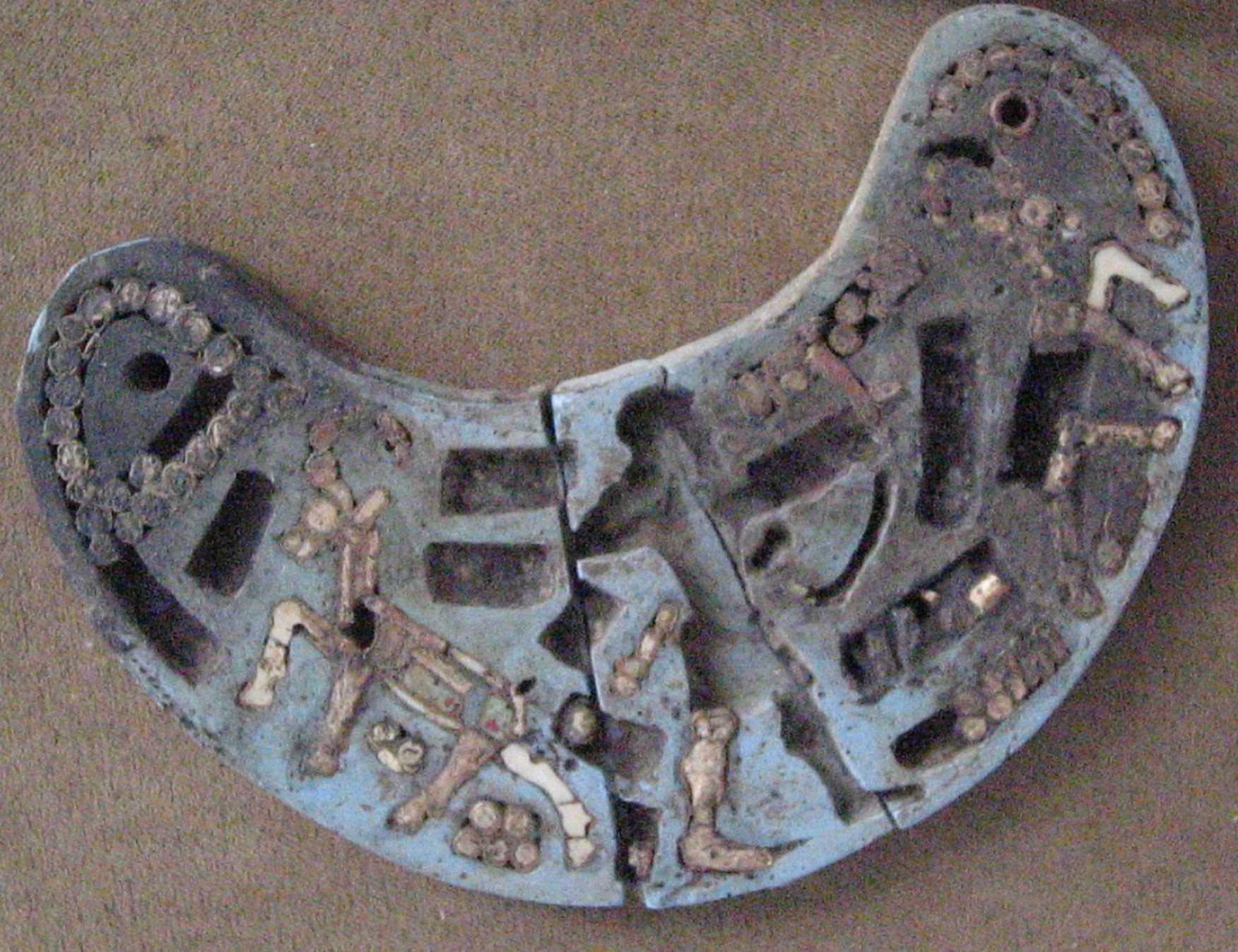
Targa, Hasanlu, I millennio a.C. Museo nazionale dell'Iran